# 보로클
보로클(몽골어: ᠪᠦᠷᠭᠦᠳ boroqul, 한국 한자: 博爾忽 박이홀, ? ~ 1217년) 또는 볼크는 몽골 제국의 장군으로 사준 중 한 명이며 주르킨부 토벌 당시의 전장에서 발견되어 칭기즈칸의 어머니 호엘룬의 밑에서 테무친과 함께 자라 형제 대접을 받았다고 한다.
원조비사에 따르면 주르킨부 토벌 당시 테무친의 어머니 호엘룬이 보로클을 발견하여 테무친과 함께 키웠고, 테무친에게는 형제의 대접을 받았다고 한다.
1202년 빈사 상태였던 오고타이를 전장에서 구출하는 등의 공을 세웠으나, 1217년 몽골 북동쪽 삼림 지대의 수렵 민족 투마트족과의 전쟁에서 전사하였다.
후에 보로클의 아들 타차르는 칭기즈칸의 신임을 받으며 큰 공을 세웠다.

## 같이 보기
- 사준사구
- 보오르추
- 무칼리
- 치라운
- 제베
- 젤메
- 수부타이
- 쿠빌라이